# Sukhaura
Sukhaura (en népalais : सुखौरा) est un comité de développement villageois du Népal situé dans le district de Baglung. Au recensement de 2011, il comptait 1 118 habitants.